# Nenad Gavrić
Nenad Gavrić (serb. cyr. Ненад Гаврић; ur. 12 grudnia 1991 w Šabacu) – serbski piłkarz występujący na pozycji skrzydłowego w greckim klubie AO Ksanti.

## Sukcesy
FK Crvena zvezda
- Mistrzostwo Serbii: 2015/2016